# Spessartin
Spessartin, Mn2+3Al2 (SiO4)3, är en gulaktig till rödbrun manganaluminiumgranat.

## Etymologi och historia
Mineralet kallades 1797 "granatförmiges Braunsteinerz" av Martin Heinrich Klaproth. År 1832 ändrades namnet till spessartin av François Sulpice Beudant efter Spessart i Bayern, Tyskland, typort för mineralet. Mineralet spessartin ska inte förväxlas med en typ av magmatisk bergart (enlamprofyr), som kallas spessartit. Spessartin kallas ibland av misstag spessartit.

## Egenskaper
Spessartin är ett hårt mineral. Klara varianter slipas till smyckessten. Spessartin bildar en fast lösningsserie med  almandingranat och pyropgranat – pyralspitserien. Väl bildade kristaller från denna serie varierar i färg från mycket mörkt röd till ljust gul-orange och har hittats i Latinka i Rodopibergen i Kărdzjaliprovinsen i Bulgarien. Spessartin, liksom andra granater, förekommer alltid med en sammansättning mellan ändleden. Granater med hög andel spessartin-komponent tenderar att ha en ljus orange nyans, medan övervikt av almandinkomponent ger röda eller brunaktig nyanser.

## Förekomst
Spessartin förekommer oftast i granit, pegmatit och allierade bergarter och i vissa låghaltiga metamorfiska fylliter. Förekomster är kända i Afghanistan, Australien, Indien, Israel, Madagaskar, Myanmar, Tanzania och USA. 
Spessartin av en apelsingul typ har kallats mandaringranat och finns på Madagaskar. Violettröd spessartin finns i ryoliter i Colorado och Maine. På  Madagaskar utvinns spessartin antingen direkt ur berggrunden eller i avlagringar. De orangefärgade granaterna uppstår i natriumrika pegmatiter. Spessartin har hittats i berggrunden i högländerna i Sahatanydalen. De som förekommer i avlagringar finns i allmänhet i södra Madagaskar eller i Maevatananaregionen.
I Sverige har spessartin hittats bland annat i Finnbo- och Kårarvets pegmatitbrott.

## Galleri

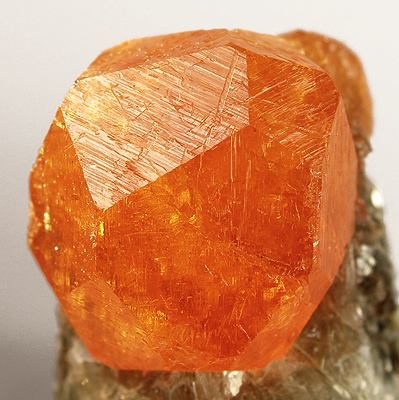
Spessartinkristall på muskovitmatris från Tanzania
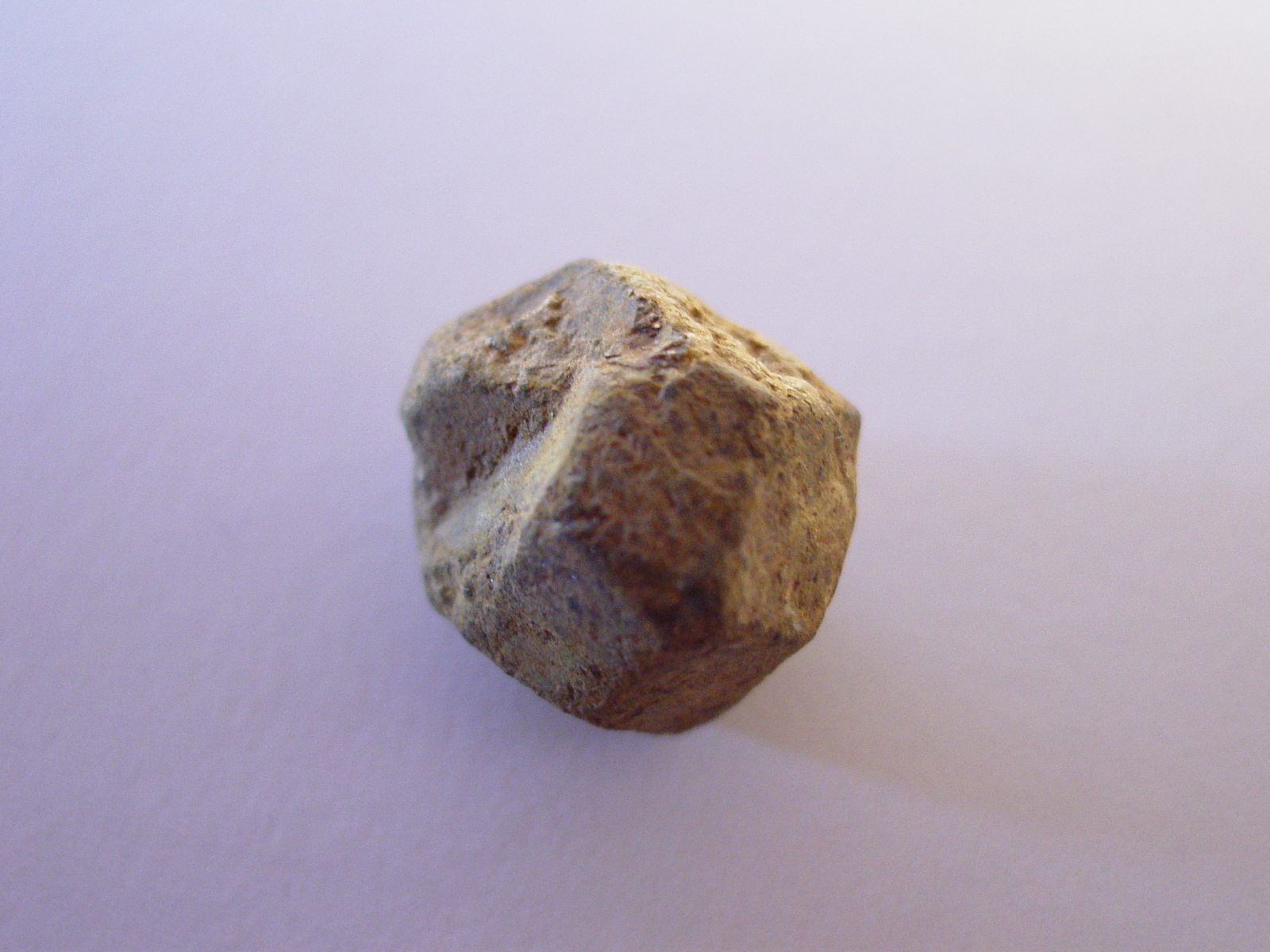
1,5 cm brun spessartin
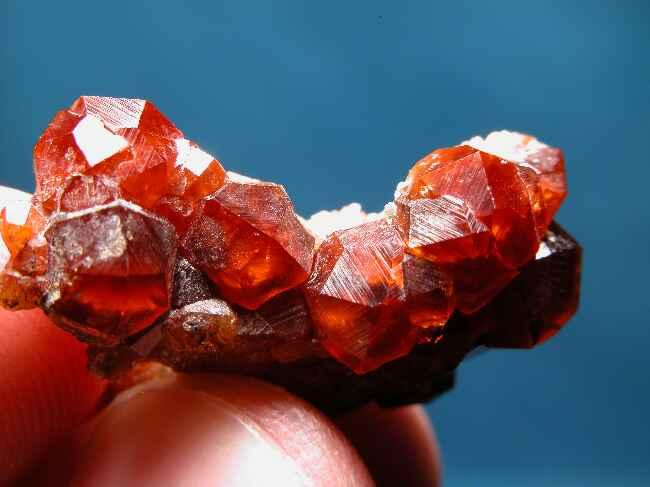
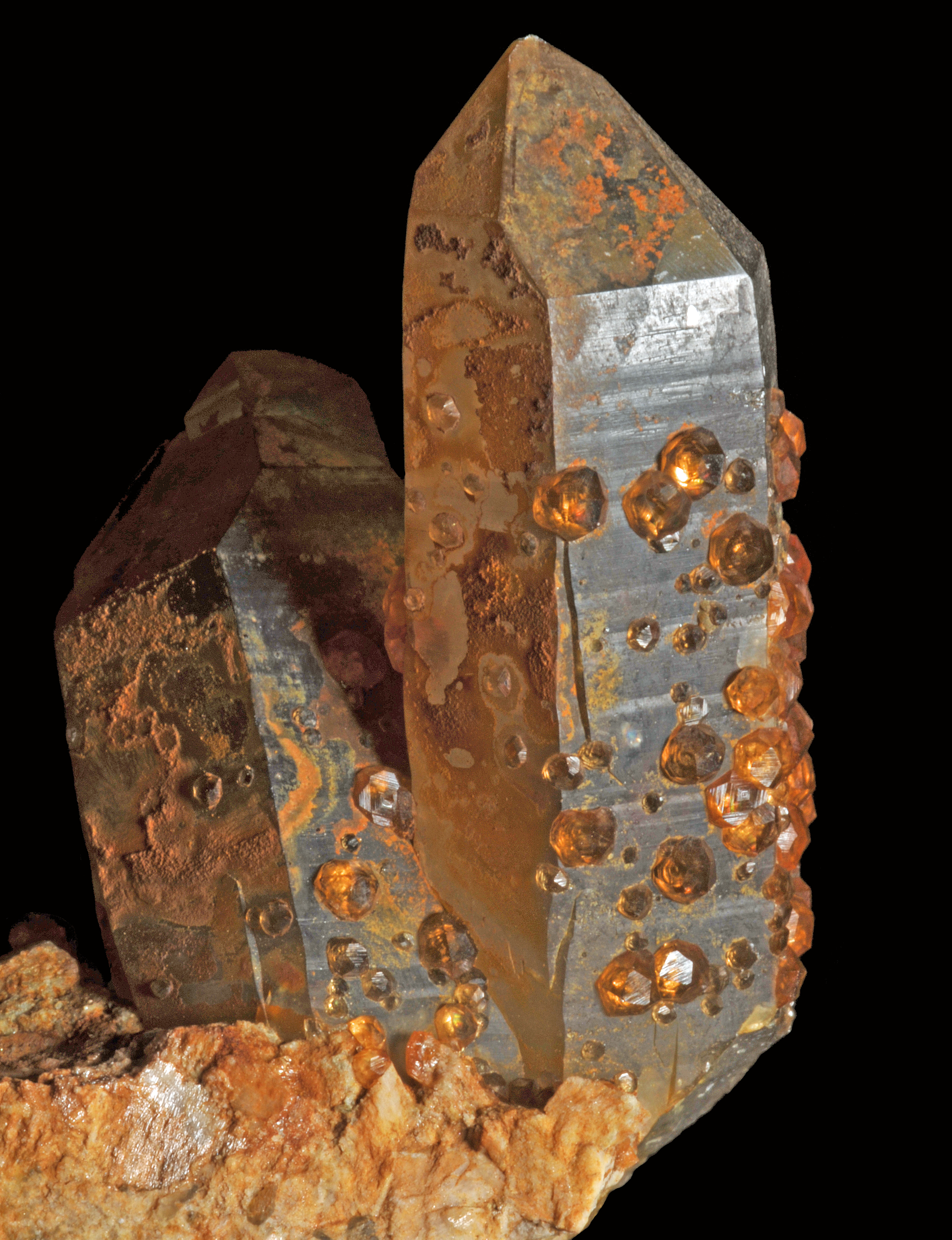
Spessartinkristaller på kvarts
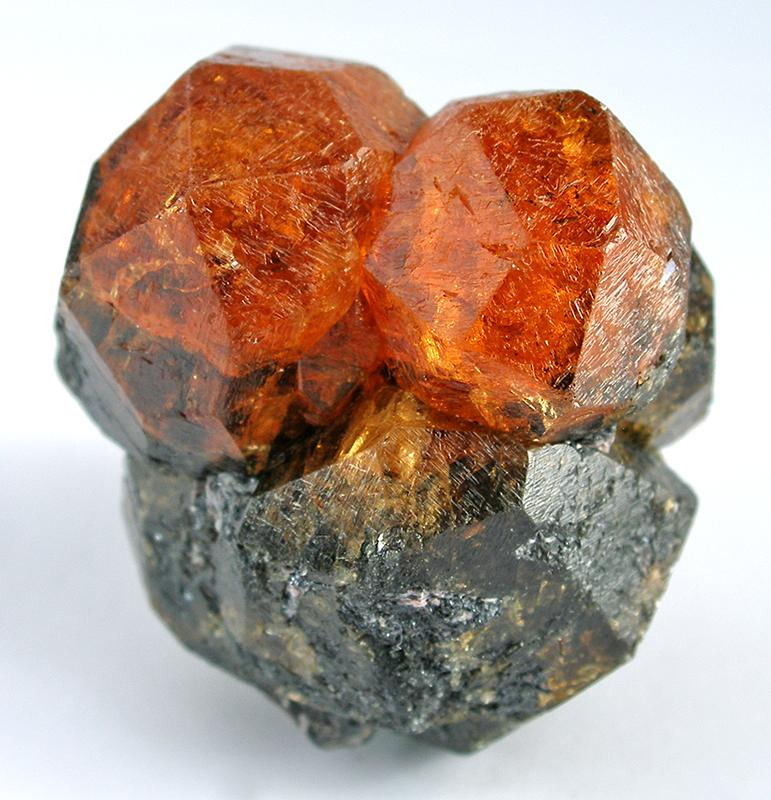